# انتخابات الرئاسة الأرجنتينية 1937
انتخابات الرئاسة الأرجنتينية 1937 هي الانتخابات الرئاسية التي جرت في 5 سبتمبر 1937، لانتخاب رئيس الأرجنتين، فاز بالانتخابات روبرتو ماريا أورتيز.

## معرض صور

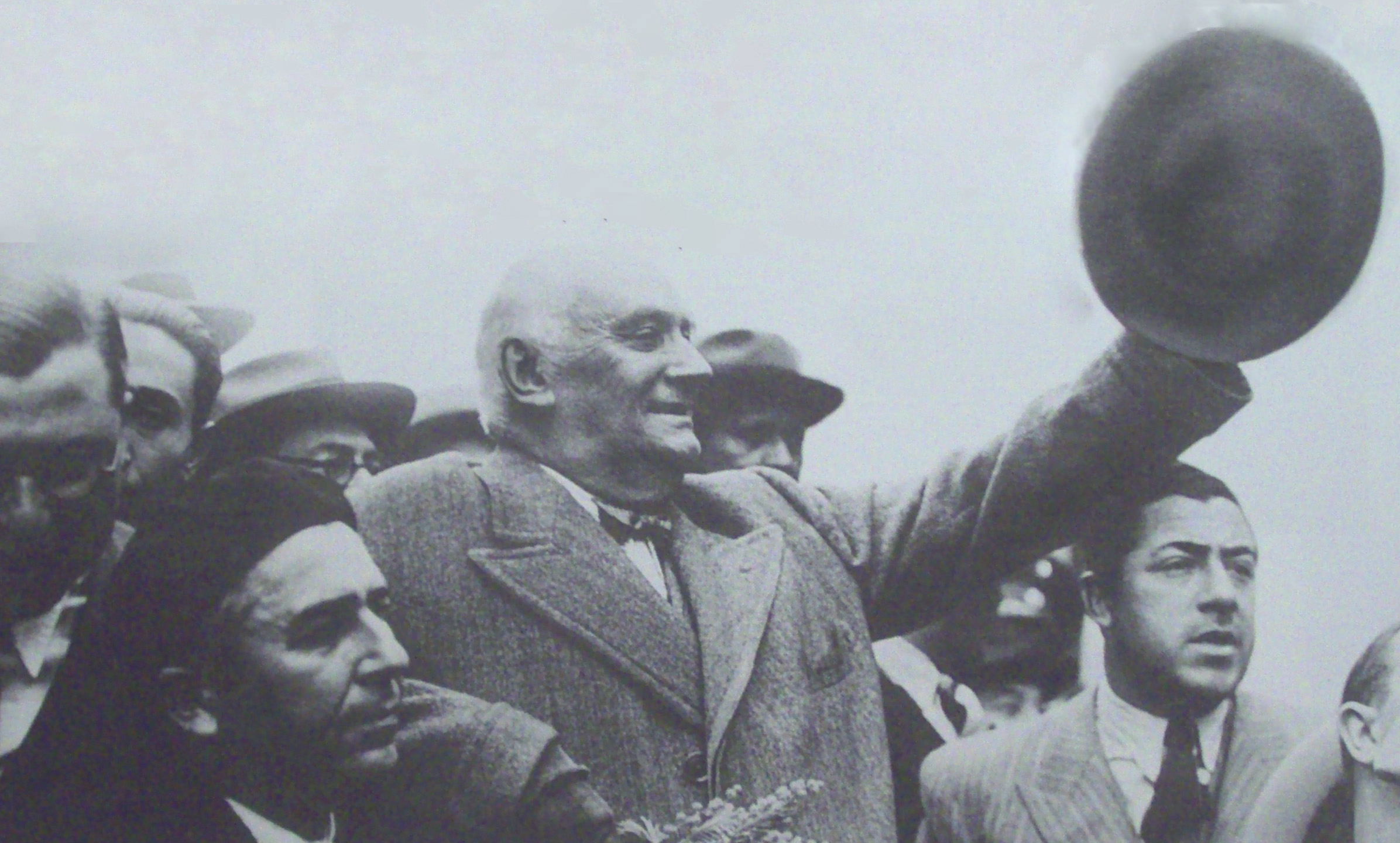
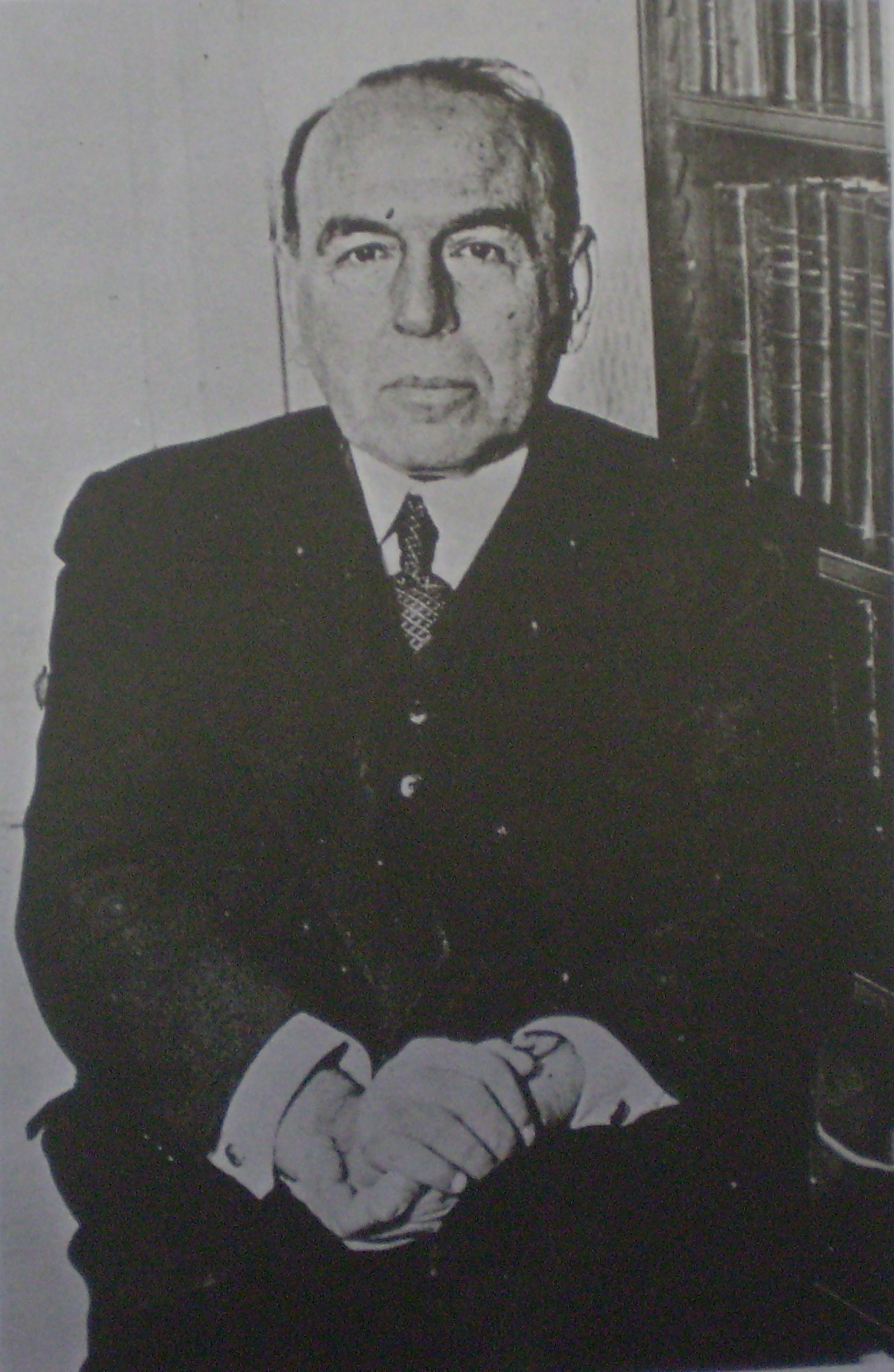
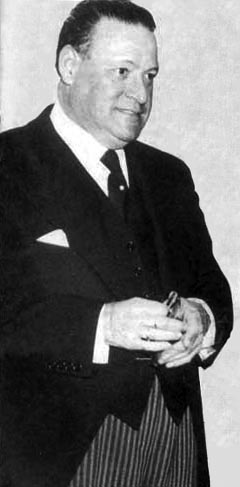